# Danuvius (Gattung)

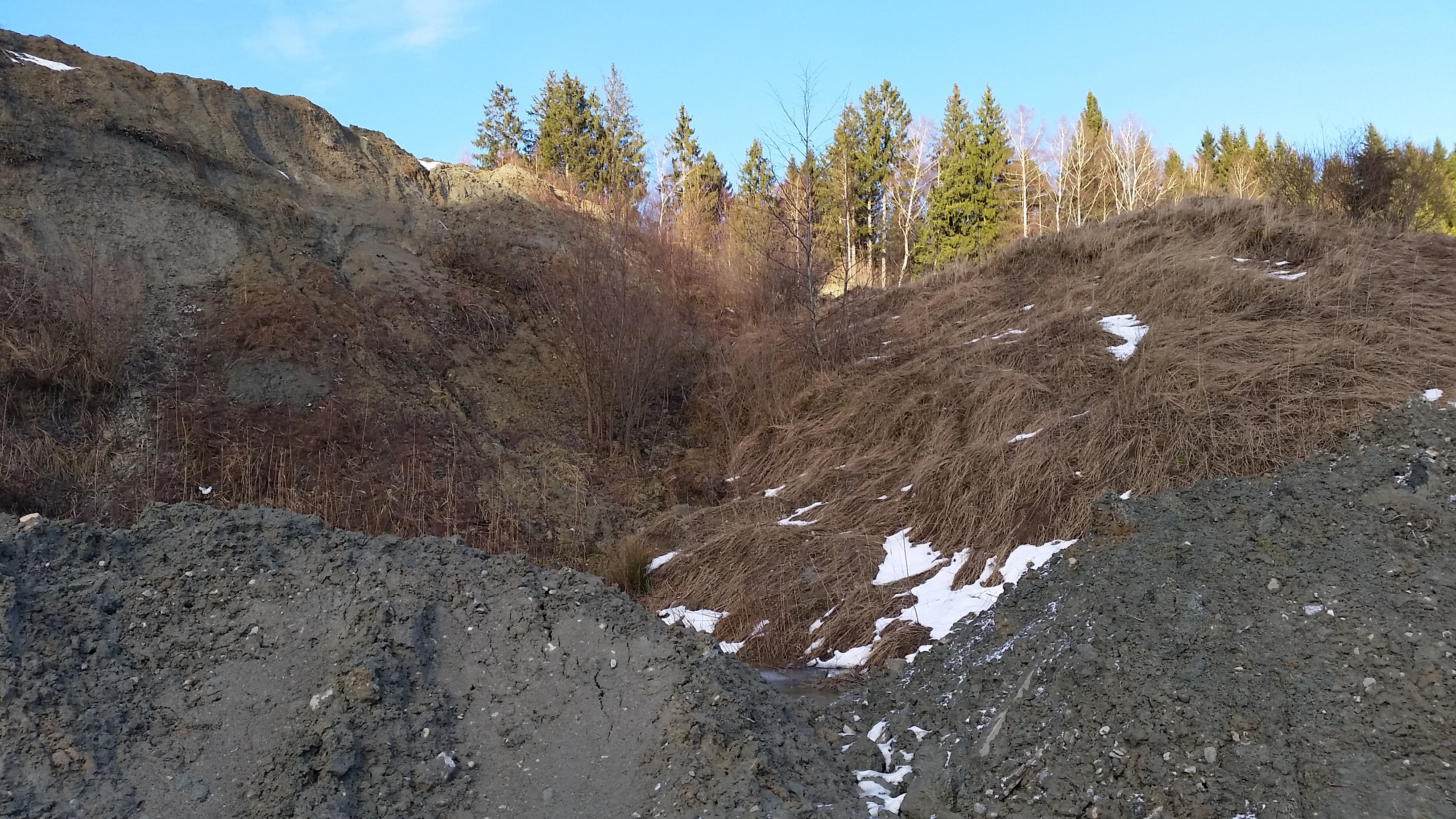
Der Fossilienfundort Tongrube „Hammerschmiede“ bei Pforzen im Januar 2015

 Danuvius  ist eine ausgestorbene Gattung der Primaten aus der Familie der Menschenaffen, die während des späten Miozäns in Europa vorkam. Im Landkreis Ostallgäu in Bayern entdeckte Fossilien, die zu dieser Gattung gestellt wurden, stammen der 2019 publizierten Erstbeschreibung von Gattung und Typusart zufolge aus Sedimentschichten, deren Alter mit Hilfe der Magnetostratigraphie auf 11,62 Millionen Jahre datiert wurde. Einzige Art der Gattung ist bislang Danuvius guggenmosi. Insbesondere aufgrund von Merkmalen im Bereich der Gelenke eines fossil erhalten gebliebenen Schienbeins wurde in der Erstbeschreibung argumentiert, die Individuen der Art seien bereits aufrecht gegangen.
Die Fossilien von Danuvius wurden unter Leitung von Madelaine Böhme aus der Tongrube Hammerschmiede (47° 55′ 38,5″ N, 10° 35′ 30″ O) auf dem Gemeindegebiet von Pforzen im bayerischen Landkreis Ostallgäu geborgen. Sie stammen aus der gleichen Fundschicht wie die Fossilien der 2024 erstmals beschriebenen Art Buronius manfredschmidi.

## Namensgebung
Die Bezeichnung der Gattung ist abgeleitet vom keltisch-römischen Flussgott Danuvius und verweist auf den Fundort im Einzugsgebiet der Donau. Das Epitheton der bislang einzigen wissenschaftlich beschriebenen Art, Danuvius guggenmosi, ehrt den Entdecker des Fundorts „Hammerschmiede“, den Allgäuer Amateurarchäologen Sigulf Guggenmos (1941–2018), der sich, als Autodidakt auf dem Gebiet der Vor- und Frühgeschichte, mehrere Jahrzehnte lang intensiv um die archäologischen Fundstellen im Allgäu gekümmert hat.
Als Spitznamen für ihren Fund wählten Madelaine Böhme und ein Doktorand bereits am 17. Mai 2016 die Bezeichnung „Udo“, als das im Autoradio empfangene Programm den 70. Geburtstag von Udo Lindenberg feierte.

## Erstbeschreibung
Holotypus der Gattung und zugleich der Typusart Danuvius guggenmosi ist das teilweise erhaltene Skelett eines männlichen Individuums (Archiv-Nr. GPIT/MA/10000), von dem 21 Elemente geborgen wurden:
- das Fragment eines linken Unterkiefers mit zwei erhaltenen Molaren (M1 und M2);
- das Fragment eines linken Oberkiefers mit vier erhaltenen Prämolaren und Molaren (P3 bis M2);
- fünf isoliert gefundene Unterkiefer-Zähne: linker Schneidezahn I1, linker P3, rechter P3, M2 und M3;
- ein isoliert gefundener Unterkieferzahn (P3);
- zwei Wirbel aus dem Bereich des Brustkorbs;
- das Fragment eines linken Oberarmknochens und
- eine fast komplett erhaltene rechte Elle;
- die Fragmente eines linken Mittelhandknochens und mehrerer Fingerknochen;
- der Kopf eines rechten Oberschenkelknochens,
- eine rechte Kniescheibe sowie
- ein fast komplett erhaltenes linkes Schienbein.

Die Langknochen (Elle, Schienbein, Oberschenkelknochen) waren in mehrere Teile zerbrochen.
Als Paratypen wurden in der Erstbeschreibung zusätzlich die Fossilienfunde von zwei kleineren Erwachsenen und eines jungen Individuums benannt, u. a. mehrere Zähne, ein weiterer Oberschenkelknochen und der Kopf eines Oberschenkelknochens.
Verwahrort aller Funde aus der Tongrube „Hammerschmiede“ ist die paläontologische Sammlung der Universität Tübingen (GPIT).

## Merkmale
Anhand von Länge, Stärke und Form der Knochen und von Vergleichen mit heute lebenden Primaten wurden die Fossilien in der Erstbeschreibung den frühen Menschenaffen zugeordnet und für das Körpergewicht zu Lebzeiten der ausgewachsenen Tiere eine Spanne von 17 bis 31 Kilogramm rekonstruiert; das ist vergleichbar mit einem großen Siamang und einem kleinwüchsigen Bonobo. Die erhalten gebliebenen Zähne sind ähnlich denen von Individuen der Gattung Dryopithecus, weswegen Danuvius in der Erstbeschreibung als „gut erhaltener dryopitheciner Menschenaffe“ bezeichnet wurde.
Danuvius hatte einen breiten Brustkorb, und die Merkmale der beiden erhaltenen Brustwirbel wurden dahingehend interpretiert, dass die Wirbelsäule – ähnlich der des anatomisch modernen Menschen – S-förmig gekrümmt gewesen sein könnte. Als überraschend bezeichneten die Forscher zudem, dass „einige Knochen mehr dem Menschen als dem Menschenaffen“ ähnelten: Die verlängerten Hüften und die Ausrichtung der Gelenkflächen der erhaltenen Beinknochen im Bereich des Knies deuten den Autoren der Erstbeschreibung zufolge auf einen aufrecht gehenden Zweibeiner hin, dessen lange Arme jedoch einem sich suspensorisch fortbewegenden Bonobo ähnelten. Die Kombination dieser Merkmale wurde daher als eine potentielle Zwischenstufe zwischen baum- und primär bodenbewohnenden Menschenaffen interpretiert. Das heißt, Danuvius könnte ein Beispiel dafür sein, über welche Zwischenschritte sich der aufrechte Gang bei den frühen Vorfahren des Homo sapiens entwickelt hat: „Der aufrechte Gang könnte im Geäst erfunden worden sein, lange bevor unsere Ahnen gewohnheitsmäßig festen Boden unter die Füße nahmen.“ In gleicher Weise war von anderen Autoren bereits 2007 nach Beobachtungen an Orang-Utans argumentiert worden.
Die einzigartige Kombination der Merkmale von Armen und Füßen bei Danuvius, die mangels gut erhaltener Langknochen-Gelenkköpfe bei anderen europäischen, ähnlich alten dryopithecinen Menschenaffen wie Oreopithecus, Pierolapithecus, Hispanopithecus und Rudapithecus bislang nicht belegbar ist, wurde in der Erstbeschreibung von Danuvius als Befähigung zum „extended limb clambering“ (etwa: Klettern mit verlängerten Gliedmaßen) bewertet und als zuvor fossil nicht belegte Fortbewegungsweise bezeichnet. Merkmale dieses neu in die Paläoanthropologie eingeführten Fachausdrucks seien neben den Proportionen der vorderen und hinteren Gliedmaßen insbesondere die „einzigartige Kombination von Knie, Fußgelenk, Ellenbogen und Handgelenk“, ferner die kräftige, zum Greifen geeignete große Zehe, die leicht gebogenen Fingerknochen – eine Folge des häufigen Kletterns im Geäst von Bäumen – und die Befähigung zum Sohlengang.

## Stammesgeschichtliche Einordnung
Die genaue stammesgeschichtliche Einordnung der Gattung Danuvius innerhalb der inneren Systematik der Menschenaffen ist ungeklärt. Die Gattung wurde in der Erstbeschreibung zum Tribus Dryopithecini gestellt. Das bislang publizierte Alter der Fossilien, 11,6 Millionen Jahre, fällt in jene Epoche, in der sich die Entwicklungslinien der asiatischen Orang-Utans von denen der Homininae (Gorillas, Schimpansen und Menschen) getrennt haben. Wann genau die letzten gemeinsamen Vorfahren beider Entwicklungslinien lebten, wurde anhand der molekularen Uhr bislang allerdings nur näherungsweise eingegrenzt, so dass auch in seiner Erstbeschreibung offen gelassen wurde, ob Danuvius vor oder nach der Trennung der beiden Entwicklungslinien einzuordnen ist. In einer 2023 veröffentlichten Arbeit haben Alessandro Urciuoli und David M. Alba Danuvius gemeinsam mit Hispanopithecus und Rudapithecus in den Tribus Hispanopithecini gestellt.
In New Scientist wurde 2019 zudem angemerkt, dass wegen fehlender Knochen aus dem Bereich der Hüfte die Körperhaltung nicht sicher rekonstruierbar sei. 2020 wurde eine fortgeschrittene Befähigung zum aufrechten Gang auch in Nature angezweifelt.

## Weitere Funde aus der Tongrube „Hammerschmiede“
In den Jahren 2011 bis 2018 bargen die Paläontologen um Madelaine Böhme, u. a. im Rahmen studentischer Grabungspraktika, rund 15.000 Fossilien von 115 verschiedenen Arten aus der Tongrube „Hammerschmiede“, darunter Überreste von Nashörnern und Elefanten, Fischen und Vögeln, Fledermäusen und Flughörnchen, Schweinen und Hirschen, Riesensalamandern, Säbelzahnkatzen und mehreren Schildkrötenarten. Der Fundort wird bereits seit den 1970er-Jahren erforscht.

## Trivia
Der Titel des Kriminalromans Affenhitze. Kluftingers neuer Fall aus dem Jahr 2022 verweist auf die Entdeckung von Knochen des Menschenaffen „Udo“ im Allgäu und danach folgende Verbrechen.

## Belege
1. 1 2 3 4 5  Madelaine Böhme Nikolai Spassov, Jochen Fuss, Adrian Tröscher, Andrew S. Deane, Jérôme Prieto, Uwe Kirscher, Thomas Lechner, David R. Begun: A new Miocene ape and locomotion in the ancestor of great apes and humans. In: Nature. Band 575, 2019, S. 489–493, doi:10.1038/s41586-019-1731-0.
2. ↑  Birgit Gehlen, Armin Guggenmos, Werner Zanier: Ein Leben für die Archäologie im Allgäu. Zum Tod von Sigulf Guggenmos, der  bedeutende Fundstellen der Steinzeit zwischen Kaufbeuren und Füssen entdeckte. In: Bayerische Archäologie. Nr. 1, 2019, S. 52–56, Volltext (PDF).
3. ↑  Gesellschaft für Archäologie in Bayern e.V.: Archäologiepreis Bayern (2004) für Sigulf Guggenmos.
4. 1 2  Urs Willmann: Udo, der Frühaufsteher. In: Die Zeit. Nr. 46 vom 7. November 2019, S. 39–40 (Onlineversion).
5. ↑  Neuer Vorfahr des Menschen in Europa entdeckt. Auf: idw-online.de vom 6. November 2019.
6. ↑  Ancient ape offers clues to evolution of two-legged walking. Auf: nature.com vom 6. November 2019.
7. ↑  S. K. S. Thorpe et al.: Origin of Human Bipedalism As an Adaptation for Locomotion on Flexible Branches. In: Science. Band 316, 2007, S. 1328–1331, doi:10.1126/science.1140799; vergl. dazu: Aufrecht auf dem Ast. Auf: sueddeutsche.de vom 17. Mai 2010.
8. ↑  Apes may have started to walk on two legs millions of years earlier than thought. Auf: sciencemag.org vom 8. November 2019.
9. ↑  New Ape May Be Human-Gorilla Ancestor. (Memento vom 27. Februar 2010 im Internet Archive) Im Original erschienen auf National Geographic News vom 13. November 2007.
10. ↑  Urciuoli, A., & Alba, D. M. (2023). Systematics of Miocene apes: State of the art of a neverending controversy. Journal of Human Evolution, 175, 103309, doi:10.1016/j.jhevol.2022.103309.
11. ↑  Did apes first walk upright on two legs in Europe, not Africa? Auf: newscientist.com vom 6. November 2019.
12. ↑  Scott A. Williams et al.: Reevaluating bipedalism in Danuvius. In: Nature. Band 586, 2020, S. E1–E3, doi:10.1038/s41586-020-2736-4.
 Madelaine Böhme et al.: Reply to: Reevaluating bipedalism in Danuvius. In: Nature. Band 586, 2020, S. E4–E5, doi:10.1038/s41586-020-2737-3.
 Fossils suggest tree-dwelling apes walked upright long before hominids did. Auf: sciencenews.org vom 6. November 2019.
13. ↑  Menschenaffe Udo: Ein neuer Forscherstreit über den aufrechten Gang. (Memento vom 9. Juni 2021 im Internet Archive). Im Original publiziert auf zeit.de vom 1. Oktober 2020.
14. ↑  Studentengrabungen der Universität Tübingen. Auf: uni-tuebingen.de, zuletzt eingesehen am 26. November 2019.
15. ↑  Knochen von Menschenaffen in der Tongrube Pforzen: Was Archäologen darin bereits früher gefunden haben. Auf: all-in.de vom 7. November 2019.
16. ↑  Helmut Mayr, Volker Fahlbusch: Eine unterpliozäne Kleinsäugerfauna aus der Oberen Süßwasser-Molasse Bayerns. In: Mitteilungen der Bayerischen Staatssammlung für Paläontologie und Historische Geologie. Band 15, 1975, S. 91–111, Volltext (PDF).
17. ↑  Volker Klüpfel und Michael Kobr: Affenhitze. Kluftingers neuer Fall. Ullstein, Berlin 2022, ISBN 978-3-550-20146-2.

Koordinaten: 47° 55′ 37,6″ N, 10° 35′ 30,5″ O